# Франция на летних Олимпийских играх 1988
Франция на летних Олимпийских играх 1988 была представлена 266 спортсменами в 23 видах спорта.
По сравнению с прошлыми играми сборная Франции завоевала на 12 наград меньше, но тем не менее по количеству золотых медалей французы превзошли свой показатель четырёхлетней давности на одну медаль.

## Награды

### Золото
| Золото |                                                                       |                                            |
| №      | Спортсмены                                                            | Вид спорта (дисциплина)                    |
| 1      | Марк Александре                                                       | Дзюдо (мужчины, до 71 кг)                  |
| 2      | Пьерр Дуран                                                           | Конный спорт (личный конкур)               |
| 3      | Николя Анар Жан-Ив Ле Дерофф                                          | Парусный спорт (мужчины, класс «Торнадо»)  |
| 4      | Тьерри Пепонне Люк Пилло                                              | Парусный спорт (мужчины, класс 470)        |
| 5      | Фредерик Дельпла Жан-Мишель Анри Оливье Ленгле Филипп Рибу Эрик Среки | Фехтование (мужчины, командная шпага)      |
| 6      | Жан-Франсуа Ламур                                                     | Фехтование (мужчины, индивидуальная сабля) |

### Серебро
| Серебро |                    |                                                        |
| №       | Спортсмены         | Вид спорта (дисциплина)                                |
| 1       | Лоран Будуани      | Бокс (мужчины, до 67 кг)                               |
| 2       | Маржит Отто-Крепин | Конный спорт (личный конкур)                           |
| 3       | Николя Бертело     | Стрельба (мужчины, пневматическая винтовка, 10 метров) |
| 4       | Филипп Рибу        | Фехтование (мужчины, индивидуальная шпага)             |

### Бронза
| Бронза |                                                            |                                                   |
| №      | Спортсмены                                                 | Вид спорта (дисциплина)                           |
| 1      | Жоэль Беттен Филипп Рено                                   | Гребля на байдарках и каноэ (мужчины, К-2, 500 м) |
| 2      | Брюно Карабетта                                            | Дзюдо (мужчины, до 65 кг)                         |
| 3      | Убер Бурди Фредерик Коттье Мишель Робер Пьерр Дуран        | Конный спорт (личный конкур)                      |
| 4      | Бруно Мари-Роуз Макс Моринье Жиль Кенеэрве Даниэль Сангума | Лёгкая атлетика (мужчины, 4×100 метров)           |
| 5      | Стефан Карон                                               | Плавание (мужчины, 100 м, вольный стиль)          |
| 6      | Катерин Плевиньски                                         | Плавание (женщины, 100 м, вольный стиль)          |

## Результаты соревнований

### Академическая гребля
В следующий раунд из каждого заезда проходили несколько лучших экипажей (в зависимости от дисциплины). В финал A выходили 6 сильнейших экипажей, ещё 6 экипажей, выбывших в полуфинале, распределяли места в малом финале B.
Мужчины
| Соревнование | Спортсмены                | Предварительный заезд | Предварительный заезд | Предварительный заезд | Отборочный заезд | Отборочный заезд | Отборочный заезд | Полуфинал            | Полуфинал            | Полуфинал            | Финал                | Финал                | Итоговое место       |                      |
| Соревнование | Спортсмены                | Заезд                 | Время                 | Место                 | Заезд            | Время            | Место            | Заезд                | Время                | Место                | Время                | Место                | Итоговое место       |                      |
| ------------ | ------------------------- | --------------------- | --------------------- | --------------------- | ---------------- | ---------------- | ---------------- | -------------------- | -------------------- | -------------------- | -------------------- | -------------------- | -------------------- | -------------------- |
| одиночки     | Паскаль Боди              | 3                     | 7:26,12               | 2                     | 2                | 7:05,80          | 3                | завершил выступление | завершил выступление | завершил выступление | завершил выступление | завершил выступление | завершил выступление | завершил выступление |
| двойки       | Лоран Лакаса Алекс Перайя | 2                     | 6:41,66               | 3                     | 3                | 6:53,72          | 2 Q              | 2                    | 6:49,03              | 4 QB                 | Финал B              | Финал B              | 8                    |                      |
| двойки       | Лоран Лакаса Алекс Перайя | 2                     | 6:41,66               | 3                     | 3                | 6:53,72          | 2 Q              | 2                    | 6:49,03              | 4 QB                 | 7:22,36              | 2                    | 8                    |                      |

### Плавание
В следующий раунд на каждой дистанции проходят лучшие спортсмены по времени, независимо от места занятого в своём заплыве.
Мужчины
| Соревнование          | Спортсмен                                                                      | Предварительные заплывы | Предварительные заплывы | Финал                | Финал                |
| Соревнование          | Спортсмен                                                                      | Результат               | Место                   | Результат            | Место                |
| --------------------- | ------------------------------------------------------------------------------ | ----------------------- | ----------------------- | -------------------- | -------------------- |
| 400 м вольный стиль   | Франк Иаконо                                                                   | 4:00,04                 | 40                      | завершил выступление | завершил выступление |
| 1500 м вольный стиль  | Франк Иаконо                                                                   | 15:22,66                | 13                      | завершил выступление | завершил выступление |
| 4×200 м вольный стиль | Мишель Пу Франк Иаконо Оливье Фужеру Людовик Депикер Стефан Карон Лоран Новиль | 7:23,03                 | 6                       | 7:24,69              | 7                    |

### Гимнастика

#### Художественная гимнастика
Женщины
| Соревнование              | Спортсмены      | Квалификация | Квалификация | Финал                 | Финал                 |
| Соревнование              | Спортсмены      | Очки         | Место        | Очки                  | Место                 |
| ------------------------- | --------------- | ------------ | ------------ | --------------------- | --------------------- |
| индивидуальное многоборье | Стефани Коттель | 38,05        | 24           | завершила выступление | завершила выступление |